# Sphaerocoryne gracilis
Sphaerocoryne gracilis là loài thực vật có hoa thuộc họ Na.

## Lịch sử phân loại
Loài này được Adolf Engler & Friedrich Ludwig Diels mô tả khoa học đầu tiên năm 1901 dưới danh pháp Popowia gracilis trong Monographien Afrikanischer Pflanzen-Familien und -Gattungen 6: 48 - mục từ số 11. Năm 1971 Bernard Verdcourt chuyển nó sang chi Melodorum dưới danh pháp Melodorum gracile, và tới năm 1986 lại chuyển nó sang chi Sphaerocoryne.
Cũng trong Monographien Afrikanischer Pflanzen-Familien und -Gattungen 6: 48 - mục từ số 12, Engler & Diels mô tả loài Popowia macrocarpa ở Angola, không để ý rằng danh pháp này đã được Henri Ernest Baillon đặt từ năm 1868 để chỉ một loài khác chỉ có ở Madagascar. Năm 1937, Arthur Wallis Exell và Francisco de Ascencão Mendonça nhận thấy sai sót này nên mô tả lại loài này theo danh pháp mới là Popowia engleriana trong Conspectus florae angolensis số 1, trang 23. Năm 1971 Bernard Verdcourt chuyển nó sang chi Melodorum và coi nó là phân loài của Melodorum gracile. Năm 1986 nó cũng được Verdcourt chuyển sang chi Sphaerocoryne.

## Phân loài
- Sphaerocoryne gracilis subsp. gracilis: Nguyên chủng.
- Sphaerocoryne gracilis subsp. engleriana (Exell & Mendonça) Verdc., 1986[4]

## Phân bố
Nguyên chủng của loài này có tại Kenya, Mozambique, Tanzania. Phân loài S. gracilis subsp. engleriana có tại Angola, Zambia, CHDC Congo (Zaïre).

## Mô tả
Là cây bụi hay cây gỗ nhỏ hoặc dây leo, cao 3–12 m. Các cành màu nâu vàng và dần trở thành ánh đen, nhẵn nhụi, với các cành non ở nách hay trên nách tỏa rộng hay vươn thẳng. Lá có cuống; phiến lá (3) 5–12 x (1,3) 2–5 (5,8) cm, thuôn dài hay elip đến hình trứng hay trứng ngược, tù đến nhọn ngắn (hiếm hơn là thuôn tròn hay nhọn) ở đỉnh, hình nêm ở đáy, như da, lục sẫm hay lục ánh lam và nhẵn nhụi ở mặt trên, lục xám và nhẵn nhụi hoặc có lông tơ áp ép thưa ở mặt dưới, với gân giữa và phân bố gân mắt lưới lỏng lẻo, với gân rõ nét nhiều hay ít ở cả hai mặt hoặc chỉ rõ nét ở mặt trên, có tuyến; cuống lá dài 3–7 (8) mm, nhẵn nhụi. Hoa lưỡng tính, mọc đơn độc hoặc thành các đôi xim hoa, ở đầu cành hay nách lá, rủ xuống; cuống hoa dài 0,4–1,5 cm, mở rộng lên phía trên, nhẵn nhụi hoặc có lông tơ áp ép rậm nhiều hay ít; lá bắc con nhỏ, dài khoảng 0,5 mm, hình tam giác hoặc bán nguyệt, có lông tơ màu gỉ sắt hoặc nhẵn nhụi, phía dưới đoạn giữa của cuống hoa. Lá đài dài 1,5–2,5 mm, hình trứng-tam giác, tù đến thuôn tròn hoặc nhọn đột ngột, rời hoặc hợp sinh ít nhiều ở gốc, lông tơ áp ép hoặc nhẵn nhụi. Cánh hoa màu vàng lục đến vàng sẫm, dày, xếp thành hai lớp; các cánh vòng ngoài có mảnh vỡ, dài 5–14 mm, hình trứng hoặc elip, nhọn hay tù, với lông tơ mịn như lụa nhiều hay ít ngoại trừ phần gần gốc mé trong; các cánh vòng trong xếp lợp (đôi khi có mảnh vỡ), dài khoảng một nửa cánh vòng ngoài, hình trứng ngược, tù, lông tơ áp ép mặt ngoài, nhẵn nhụi mé trong. Nhị nhiều, dài 0,75–1,5 mm, thẳng, nhẵn nhụi; mô liên kết thuôn dài hình đầu xiên lệch; chỉ nhị không khác biệt. Lá noãn khoảng 18–30, dài khoảng 2 mm, hình trụ cong; bầu nhụy có lông tơ áp ép hoặc nhẵn nhụi, 1–2-noãn; vòi nhụy dài bằng hoặc đôi khi ngắn hơn bầu nhụy, hình trụ hoặc dẹp, thường chẻ đôi, màu đỏ, nhẵn nhụi. Quả rủ xuống trên cuống quả dài 0,8–1,5 cm; lá noãn quả 2–19 (23), 1–2-hạt, các đoạn múi kích thước (1,1) 1,3–2 x 0,6–1 cm, hình elipxoit hoặc hình trụ, đôi khi nhọn đột ngột, nhẵn nhụi, nhăn mịn, màu đỏ thắm, có phấn, với cuống nhỏ dài 5–14 mm. Hạt dài khoảng 1–1,8 cm.

## Lưu ý
Danh pháp Popowia macrocarpa Baill., 1868 là hợp lệ để chỉ một loài có ở Madagascar.